# Trigonophorus
Trigonophorus is een geslacht van kevers uit de familie bladsprietkevers (Scarabaeidae). Het geslacht werd voor het eerst wetenschappelijk beschreven in 1831 door Hope.

## Soorten
- Trigonophorus bonnardi Delpont, 2009
- Trigonophorus dechambrei Masumoto & Sakai, 1988
- Trigonophorus delesserti Guérin-Méneville, 1839
- Trigonophorus dilutus Bourgoin, 1914
- Trigonophorus feae Gestro, 1891
- Trigonophorus foveiceps Gestro, 1888
- Trigonophorus gracilipes Westwood, 1845
- Trigonophorus hookeri White, 1856
- Trigonophorus ligularis Ma, 1995
- Trigonophorus miyashitai Delpont, 1995
- Trigonophorus nepalensis Hope, 1831
- Trigonophorus pucholti Krajcik, 2007
- Trigonophorus rothschildi Fairmaire, 1891
- Trigonophorus saundersi Westwood, 1842
- Trigonophorus scintillans Arrow, 1910
- Trigonophorus talpa Reichenbach, 1996
- Trigonophorus xisana Ma, 1985
- Trigonophorus xizangensis Ma & Zhang, 1981
- Trigonophorus yunnanus Schürhoff, 1935